# Walkertshofen
Walkertshofen è un comune tedesco di 1 115 abitanti, situato nel land della Baviera.